# Acantholimon pskemense
Acantholimon pskemense är en triftväxtart som beskrevs av Igor Alexandrovich Linczevski. Acantholimon pskemense ingår i släktet Acantholimon och familjen triftväxter. Inga underarter finns listade i Catalogue of Life.